# William van den Burg
William van den Burg, officieel William van der Burg, ook bekend als Willem van den Burg, (Den Haag 18 september 1901 – 1992) was een Amerikaans cellist en dirigent van Nederlandse afkomst.
Hij werd geboren binnen het gezin van violist/dirigent Jacobus van der Burg en Sophia Gesina van Kempen. Broer Jac. speelde altviool, zus Nini was violiste. Tweelingbroer Hubert (Jacobus Hubertus) was pianist. Herbert van den Burg was violist in het Saint Louis Orchestra en gaf er les.
Hij kreeg zijn muziekopleiding aan het Haags Conservatorium bij Charles van Isterdael. In 1920 was hij solist in een Kurhausconcert in Scheveningen, geleid door zijn vader met strijkorkest Euterpe. Hij kreeg ook enkele lessen van Diran Alexanian en Pablo Casals aan het Conservatoire national supérieur de musique et de danse de Paris. Hij heeft ook gespeeld in het Parijse Salon des Musiciens Français (leiding Gabriel Fauré).  In 1924 vertrok hij naar de Verenigde Staten om er eerste cellist te worden van het San Francisco Symphony onder leiding van Alfred Herz, die hem had overgehaald. Van 1926 tot 1935 was William van den Burg solocellist van het Philadelphia Orchestra van Leopold Stokowski, waarbij Van den Burg ook als dirigent van het orkest optrad. Daarnaast maakte hij deel uit van een plaatselijk strijkkwartet. Na 1935 keerde hij terug naar San Francisco Symphony om er onder leiding van Pierre Monteux solocellist en assistent-dirigent te zijn. In aanvulling op die baan was hij ook dirigent van diverse amateurorkesten zoals het stedelijk orkest van Sacramento (Californië), waar toen ook zijn vader in speelde. Hij werd in 1942 docent aan het Mills College te Berkeley (Californië). In 1950 nam hij afscheid van het San Francisco Symphony en ging spelen in het Los Angeles Philharmonic. Hij maakte toen ook weer deel uit van een strijkkwartet met bijvoorbeeld Ingold Dahl. In de jaren zestig gaf hij lessen aan de Universiteit van Californië - Santa Cruz. Hij was heroprichter van de San Jose Symphony (1946-1947).
Van zijn hand kwam 67 etudes for the cello on the Beethoven quartets, oefenstukken voor cello, gebaseerd op de strijkkwartetten van Ludwig van Beethoven. George Enescu droeg zijn Symphonie concertante pour violoncello et orchestre aan hem op. Hij is te horen in een opname van Porgy and Bess met solisten Louis Armstrong en Ella Fitzgerald uit 1957.
- Gemeinsame Normdatei: 142224634
- International Standard Name Identifier: 0000 0000 3802 8982
- Library of Congress Control Number: n98095086
- Virtual International Authority File: 128603226
- WorldCat: E39PBJB8qVRwGV7hBTCdWqX8G3